# Numairiden

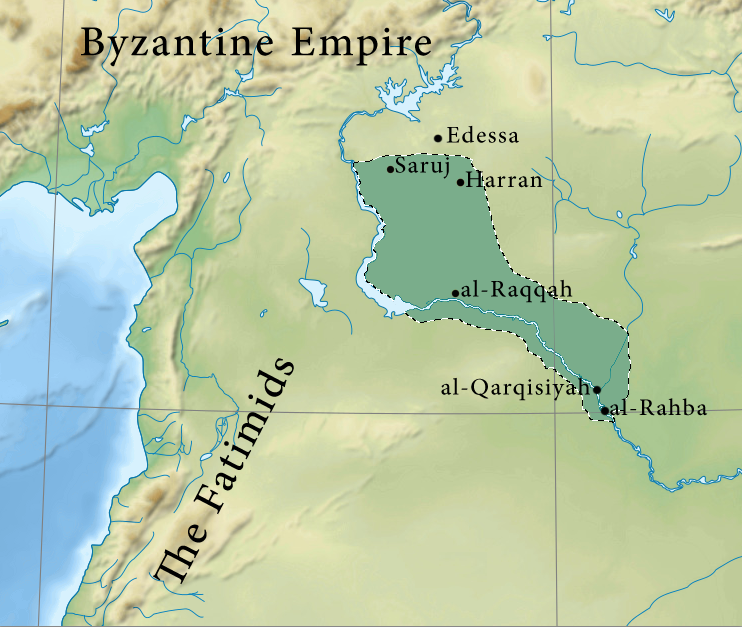
Das Herrschaftsgebiet der Numairiden in der Dschazīra entlang des Flusses Euphrat (Saruj = Suruç, al-Qarqisiyah = Circesium, al-Rabah = Qalʿat ar-Rahba).

Die Numairiden (النميريون, DMG an-Numairiyyūn) waren eine arabische Dynastie mit der Region Diyar Mudar in Obermesopotamien (westliche Dschazīra) als Zentrum. Die Dynastie, gegründet von Waṯṯāb ibn Sabiq, beherrschte die Städte Harran, Suruç und ar-Raqqa am Euphrat mehr oder weniger kontinuierlich zwischen dem 10. und 11. Jahrhundert. Zu Beginn der Regierungszeit von Waṯṯāb (reg. 990–1019) kontrollierten sie darüber hinaus auch Edessa (heute Şanlıurfa), bis es 1031 von den Byzantinern erobert wurde. 1062 verloren die Numairiden ar-Raqqa an ihre entfernten Verwandten und ehemaligen Verbündeten, die Mirdasiden vom Stamm der Banu Kilab, während 1081 ihre Hauptstadt Harran und Suruç von den türkischen Seldschuken und deren arabischen Uqailiden erobert wurden. Bis ins frühe 12. Jahrhundert hielten die Numairiden einige isolierte Festungen in Obermesopotamien, wie Qalʿat Nadschm und Sinn Ibn Utayr in der Nähe von Samosata, aber nach 1120 verschwanden sie aus den Chroniken.
Als Beduinen vermieden die meisten Numairiden-Emire ein sesshaftes Leben in den von ihnen kontrollierten Städten. Vielmehr regierten sie ihr Emirat von ihren Stammeslagern auf dem Land aus und vertrauten die Verwaltung der Städte ihren Ghilmān (Militärsklaven) an. Eine Ausnahme von dieser Situation war Emir Mani' ibn Schabib (reg. 1044–1063), unter dessen Herrschaft die Numairiden ihren Höhepunkt erreichten. Mani' selbst wohnte in Harran und wandelte dort einen Tempel der Sabier für sich in einen reich verzierten, befestigten Palast um. Die Numairiden waren schiitische Muslime und erkannten zunächst die nominelle religiöse Souveränität des sunnitisch-muslimischen abbasidischen Kalifats an, wechselten jedoch später die Treue zum schiitischen Fatimiden-Kalifat, nachdem dieses 1037 seinen Einfluss auf Nordsyrien ausgeweitet hatte. Danach wechselten sie öfters ihre Gefolgschaft.

## Herrschaftsgebiet
Die Numairiden regierten die Region Diyar Mudar in der westlichen Dschazīra und kontrollierten das Land zwischen Harran, Suruç und ar-Raqqa zwischen 990 und 1081. Während eines Großteils dieser Zeit grenzte ihr Reich im Süden und Westen an die Mirdasiden von Aleppo, im Osten an die Uqailiden aus Mossul, im Norden an die Marwaniden aus Mayyafariqin und im Nordwesten an das byzantinischen Reich. Alle – außer Byzanz – waren kleine Dynastien, die von der Unfähigkeit und dem Konflikt der größeren regionalen Kräfte der Abbasiden, Fatimiden und Byzantiner profitierten und so zwischen dem 10. bis frühen 11. Jahrhundert ihre Unabhängigkeit etablieren konnten. Zu verschiedenen Zeiten erklärten sich die Numairiden nominell loyal gegenüber diesen Mächten und gingen auch mit diesen lose Bündnisse ein.

## Geschichte

### Ursprünge
Die Numairidenherrscher gehörten zum Stamm der Banu Numair. Der Name Numair (نمير) wird wahrscheinlich mit Nimr (نمر) assoziiert, dem arabischen Wort für ‚Leopard‘. Die Banu Numair waren ein Zweig des Stammes Banu ʿAmir ibn Saʿsaʿa und daher Teil der Qaysi oder nordarabischen Linie. Die Araber waren grob in nördliche Adnan-Stämme und südliche Qahtan-Stämme unterteilt. Während eines Großteils ihrer Geschichte waren die Banu Numair eine verarmte Nomadengruppe, die hauptsächlich vom Brigantentum lebte. Sie tauchen erst in der Umayyadenzeit (668–750) in den historischen Quellen auf, als sie die westlichen Hügel von al-Yamama im Zentrum Arabiens dominierten. Wegen ihrer Raubzüge wurden die Banu Numair 846 durch eine Strafexpedition des abbasidischen Generals Bugha al-Kabir zerstreut, erholten sich jedoch in späteren Jahrzehnten davon.
Der mittelalterliche Chronist Ibn al-Adim war der Ansicht, dass die Banu Numair 921 von al-Yamama nach Obermesopotamien ausgewandert sind, während der Historiker Clifford Edmund Bosworth ihre Ankunft etwas später zwischen 940 und 955 vermutete. Dies entsprach der zweiten großen postislamischen Migration der Araber nach Syrien und Mesopotamien, diesmal in Verbindung mit der Auswanderung der Qarmaten aus dem Irak. Wie die Banu Numair waren auch viele der Stämme, die Teil der qarmatischen Armee waren, Zweige der Banu 'Amir ibn Sa'sa', einschließlich der Banu Kilab, Banu Chafaja, Banu Uqail und Banu Quschayr. Diese nomadisch-arabischen Gruppen entwurzelten weitgehend die vorherigen sesshaften Bevölkerung Obermesopotamiens, machten die Straßen für Reisende unsicher und schädigten durch ihre Überfälle auf Dörfer und Städte die Landwirtschaft stark.
Nach dem 10. Jahrhundert Chronist Ibn Hauqal:

„... the Banu Numayr ... expelled them [peasants and settled Bedouin] from some of their lands, indeed most of them, while appropriating some places and regions ... They decide over their protection and protection money.“

„... die Banu Numair ... vertrieben sie [Bauern und niedergelassene Beduinen] von einigen ihrer Länder, eigentlich von den meisten, während sie sich einige Orte und Regionen aneigneten ... Sie entscheiden über ihren Schutz und ihr Schutzgeld.“

Im Jahr 942 dienten Stammesangehörige der Banu Numair als Hilfstruppen für einen abbasidischen Gouverneur in Obermesopotamien. Sechs Jahre später wurden sie auf die gleiche Weise von Saif ad-Daula (reg. 945–967), dem Hamdaniden-Emir von Aleppo, gegen Einfälle des Ichschididen-Führers Abu al-Misk Kāfūr eingesetzt. Nicht lange danach versuchte Saif ad-Daula, die Beduinenstämme zu kontrollieren, deren wachsende Stärke auf Kosten der sesshaften Bevölkerung ging. So wurden die Banu Numair aus Diyar Mudar vertrieben und flüchteten ins Dschabal Sindschar im benachbarten Diyar Rabi'a im Osten. Zusammen mit anderen Qaysi-Stämmen empörten sich die Banu Numair gegen Saif ad-Daula und den Hamdaniden-Emir von Mossul, Nasir al-Daula. Letzterer vertrieb sie in die syrische Wüste, während Saif ad-Daula 955/56 ihre Unterwerfung gelang und er die Banu Numair in ein Gebiet in der Nähe des Flusses Chabur im Diyar Mudar umsiedelte. Bis 957 startete Saif ad-Daula eine weitere Expedition gegen die Banu Numair, die sich als widerspenstige Untertanen erwiesen.

### Niederlassung in Harran

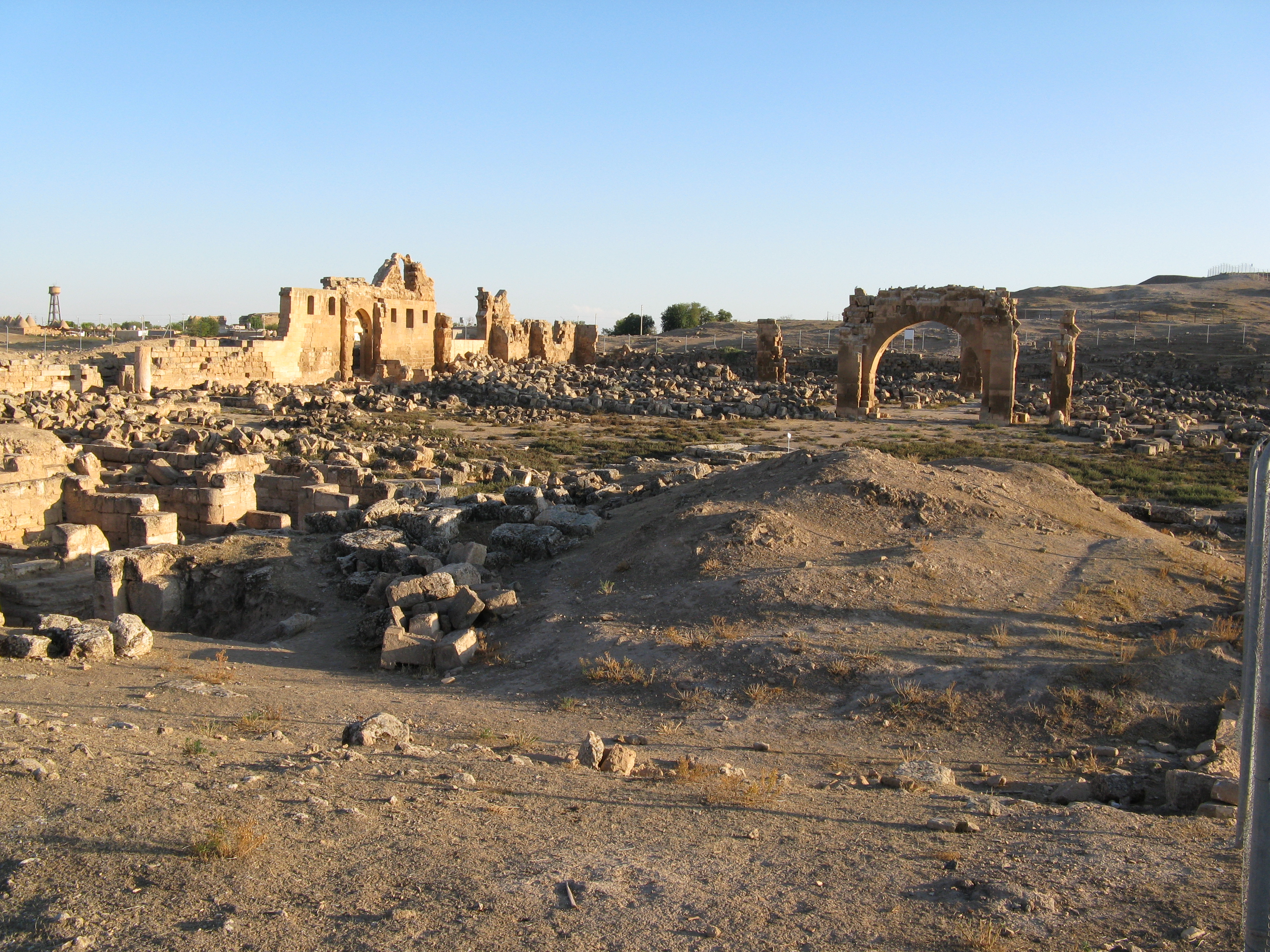
Ruinen des mittelalterlichen Harrans – Hauptstadt der Numairiden

Als Saif ad-Daula 967 starb, geriet sein Reich in eine Phase des Niedergangs. Dies schwächte die Fähigkeit der Hamdaniden, die südöstlichen Gebiete des Diyar Mudar nahe der feindlichen byzantinischen Grenze wirksam zu kontrollieren, was eine weitere Abhängigkeit von den Banu Numair erforderlich machte. Zu diesem Zweck beauftragte Saif ad-Daulas Nachfolger Sa'd ad-Daula Mitglieder des Stammes mit der Verwaltung der Städte wie Harran, zu dessen Emir er den Numairiden Waṯṯāb ibn Sabiq ernannte. Dieser rebellierten kurze Zeit später in 990 gegen die Hamdaniden und erklärten sich für unabhängig. Dieses Ereignis markierte die Gründung der Numairiden-Dynastie.
Später im Jahr 990 übernahm Waṯṯāb die befestigte Stadt Suruç westlich von Harran und eroberte 1007 ar-Raqqa von dessen hamdanidischen Gouverneur Mansur ibn Lu'lu'. Während seiner frühen Regierungszeit entriss Waṯṯāb auch Edessa nördlich von Suruç den Hamdaniden und setzte dort seinen Cousin Utayr ein. Die Eroberung von Edessa brachte die Numairiden in eine strategisch wichtige Position gegenüber den Byzantinern, deren Territorium von Norden und Westen an Edessa grenzte. Waṯṯāb starb 1019/20 und wurde von seinem Sohn Schabib abgelöst.

### Schabibs Herrschaft
Die Numairiden haben irgendwann nach Waṯṯābs Tod die Kontrolle über Harran verloren. Während Schabibs früher Regierungszeit lehnten sich Edessas Einwohner zunehmend gegen Utayr auf, wahrscheinlich weil er den beliebten stellvertretenden Herrscher der Stadt getötet hatte. Im Jahr 1030 intervenierte Nasr ad-Daula, der marwanidische Emir von Mayyafariqin, im Namen von Edessas Einwohnern und tötete Utayr. Danach wurde in Edessa zwischen zwei Numairiden aufgeteilt. Ein Sohn Utayrs, der in Quellen nur als Ibn Utayr bekannt ist, wurde zum Gouverneur von Edessas Hauptzitadelle ernannt, während Schibl ad-Daula, ein kleinerer Numairidenfürst die kleinere Zitadelle der Stadt erhielt. Es gibt unterschiedliche Berichte darüber, ob Nasr ad-Daula oder der Mirdaside Salih ibn Mirdas, nach Utayrs Sturz die Teilung von Edessa entschieden haben.
1030/31 wurden Verhandlungen zwischen den Byzantinern und Ibn Utayr oder dessen marwanidischen Gönnern über eine Übergabe der Hauptzitadelle von Edessa an die Byzantiner aufgenommen. Dies stieß auf den Unmut von Schibl ad-Daula von der kleineren Zitadelle. Ibn Utayr oder die Marwaniden verkauften schließlich die Hauptzitadelle für 20.000 Golddinare und mehrere Dörfer an den byzantinischen Kaiser Romanos III. zu verkaufen. Nach dem Verkauf und Einzug der Byzantiner flohen Schibls Streitkräfte, die muslimischen Einwohner wurden massakriert und die Moscheen der Stadt niedergebrannt. Ibn Utayr zog offenbar in eine nach ihm benannte Festung in der Nähe von Samosata namens Sinn Ibn Utayr.
Eine Einigung zwischen Schabib und den Byzantinern wurden 1032 erreicht: Edessa wurden Byzanz zugesprochen, während der Rest von Diyar Mudar bei den Numairiden verblieb. Für eine unbekannte Zeit danach zahlte Schabib Tribute an die Byzantiner. Da er die Byzantiner nicht effektiv herausfordern konnte, konzentrierte sich Schabib darauf, seine Herrschaft nach Osten und Norden auf Kosten der Marwaniden und Uqailiden auszuweiten. 1033 griff er Nisibin an, wurde aber von den Uqailiden zurückgeschlagen. Im folgenden Jahr erhielt er byzantinische militärische Unterstützung und rückte gegen Amid, die Hauptstadt der Marwaniden, vor. Aber er unterlag einem Bündnis aus Marwaniden und Uqailiden. 1036 wechselten Schabib und Ibn Utayr die Seiten und schlossen sich den Bemühungen der Marwaniden und Uqailiden an, um die Byzantiner aus Edessa zu vertreiben. Die Numairiden eroberten und plünderten die Stadt, nahmen mehrere Männer gefangen und töteten viele der Einwohner. Sie konnten jedoch nicht die Zitadelle einnehmen und Schabib zog sich hastig zurück, um sich einer seldschukischen Bedrohung für Harran zu stellen. Schabib und die Byzantiner schlossen 1037 Frieden und Edessa wurde wieder als byzantinischer Besitz bestätigt.
Den Frieden mit seinen Nachbarn nutze Schabib dazu seinen Schwager Nasr ibn Salih, dem Mirdasiden-Emir von Aleppo, 1037 gegen einen Angriff der Fatimiden unter Anuschtegin ad-Duzbiri zu Hilfe zu eilen. Die Fatimiden wollten ihre direkte Kontrolle über Nordsyrien ausweiten, die von ihren nominellen Vasallen, den Mirdasiden, gehalten wurde. Schabibs Schwester al-Sayyida Alawiyya, die für ihre Intelligenz und Schönheit bekannt war, war mit Nasr ibn Salih verheiratet und spielte später eine wichtige Rolle in der lokalen Politik. Bei einem erneuten Angriff ad-Duzbiris im Mai 1038 wurde Nasr ibn Salih getötet. Seine Ehefrau und Bruder Thimal suchten im Norden Zuflucht. Später heiratete Thimal seine Schwägerin. Um 1038 ordnete Schabib sich den Fatimiden unter und ließ den Namen des Kalifen Al-Mustansir in der Chutba des Freitagsgebets verlesen. Dies war ein formeller Bruch mit dem abbasidischen Kalifat, dessen religiöse Legitimität die Numairiden zuvor anerkannt hatten.

### Der Kampf um ar-Raqqa

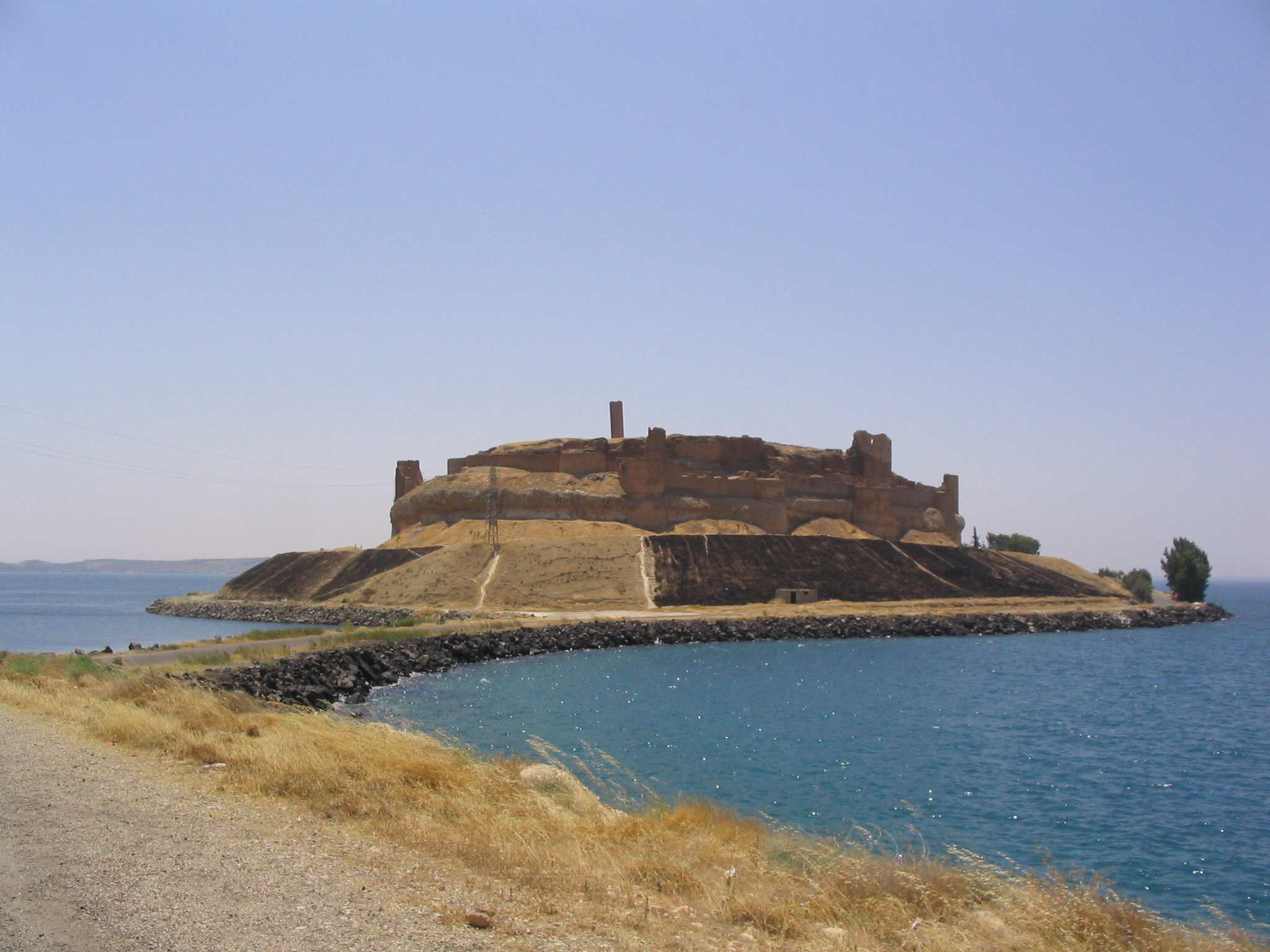
Mani' ibn Schabib verkaufte die Festung Qalʿat Dschaʿbar an den fatimidischen Gouverneur Anuschtegin ad-Duzbiri, erlangte sie aber nach dessen Tod 1041 wieder.

Schabib starb 1039/40 ohne einen erwachsenen Erben. Infolgedessen wurde das Gebiet der Numairiden zwischen seinen Brüdern Muta'in und Qawam, die gemeinsam Harran und ar-Raqqa beherrschten, und einem gewissen Hasan, anscheinend ein Sohn Schabibs, der Suruç regierte, aufgeteilt. Schabibs Tod war der Beginn einer langen Fehde zwischen dem Banu Numair und dem Banu Kilab um die Stadt ar-Raqqa und seiner fruchtbaren Weiden. Zum Zeitpunkt von Schabibs Tod lebte seine Schwester al-Sayyida seit ihrer Flucht aus Aleppo in al-Rafiqah, einem Ort unmittelbar neben ar-Raqqa. Sie verjagte den Verwalter ihres Bruder aus ar-Raqqa und heiratete Thimal, "um ihre Autorität aufrechtzuerhalten und ihre Interessen zu wahren", nach Ibn al-Adim. Thimal übernahm ar-Raqqa und erweiterte damit das Stammesgebiet des Banu Kilab über das gesamte Gebiet zwischen den Flüssen Belich und Euphrat. Etwa zur gleichen Zeit kaufte Anuschtegin ad-Duzbiri, der sich der wachsenden Machtbasis von Thimal in Obermesopotamien bewusst war, die Festung Qalʿat Dschaʿbar nördlich von ar-Raqqa von Schabibs Sohn Mani'. Als Anuschtegin ad-Duzbiri 1041 starb, holte sich Mani' sofort Qalʿat Dschaʿbar zurück. Bis dahin hatte sich Thimal mit den Fatimiden versöhnt und ging zurück nach Aleppo.
Die Spannungen wegen ar-Raqqa nahmen zu, als Mani' volljährig wurde und die Führung der Banu Numair übernahm. Mani' sah sich als rechtmäßigen Erbe von Schabibs Besitztümern und versuchte, sie mit Gewalt zurückzugewinnen. Er wechselte auf die Seite des seldschukischen Sultan Tughrul Beg, einem Gegner der Fatimiden und informeller Oberherr des abbasidischen Kalifen in Bagdad. Dieser sandte Mani' Ehrengewänder zu und erließ ein Dekret, das Mani' ar-Raqqa zusprach. Im April 1056, nachdem Thimal Mani's Forderung nach einem Rückzug aus ar-Raqqa abgelehnt hatte, brachen zwischen beiden Seiten Feindseligkeiten aus. Zu diesem Zeitpunkt hatte Mani' bereits seinen beiden Onkeln Harran abgenommen.
Die Fatimiden versuchten, die Situation in Obermesopotamien zu stabilisieren und dem Anti-Seldschuken-General Arslan al-Basasiri zu helfen den Irak zu erobern. Arslan al-Basasiri war ein türkischer General im Dienste der Buyiden, der sich 1055 der Invasion der Seldschuken in Bagdad widersetzte. Er wurde aus der Stadt vertrieben und ließ sich dann in al-Rahba nieder, wo er seinen Plan entwarf, Bagdad zurückzuerobern. Ein Mitstreiter al-Basasiris konnte die Fatimiden überzeugen Mani' als Verbündeten zu gewinnen. Mani' wurde mit dem Versprechen ar-Raqqa zu bekommen auf die Seite der Fatimiden gezogen. Im Oktober 1057 zwang dann al-Basasiri Thimal zur Übergabe ar-Raqqa als auch al-Rafiqah an Mani'.

### Zenit
Thimals Aufgabe von ar-Raqqa war Teil einer größeren Machtverschiebung in Nordsyrien und Obermesopotamien, da Thimal auch von den Fatimiden gezwungen wurde, Aleppo im Januar 1058 zu evakuieren. In der Zwischenzeit erhielt Mani' von den Fatimiden große Geldbeträge, um seine Unterstützung für al-Basasiris Kampagne zu sichern. Diese Summen ermöglichten es Mani' Harran als seine Hauptstadt auszubauen, so wandelte er ein Tempel der Sabier in einen Palast für sich um. Im Januar 1059 gelang es al-Basasiri, die Seldschuken aus Bagdad zu vertreiben, den abbasidischen Kalifen Al-Qa'im (reg. 1031–1059, 1060–1075) zu stürzen und die Oberhoheit der Fatimiden über Bagdad zu proklamieren. Zu diesem Zeitpunkt war Mani' reicher und mächtiger als je zuvor. Mani' erweiterte sein Reich nach Süden, indem er die Festungsstädte Qalʿat ar-Rahba und Circesium eroberte. Trotz ihres formellen Bündnisses hatten die Numairiden al-Basasiri bei dieser Kampagne nicht unterstützt. Die politische Situation für Mani' war fragil, denn ein Machtwechsel innerhalb der Fatimiden in Kairo führte dazu, dass al-Basasiri für seinen weiteren Kampf gegen die Seldschuken nicht genügend Hilfe erwarten konnte. Dies bewog Mani' dazu sich den Abbasiden und Seldschuken zu nähern. Im kam es gelegen, dass er dem vierjährigen Enkel des gestürzten Al-Qa'ims namens Al-Muqtadi bei sich in Harran Zuflucht gewährt hatte.
Im Jahr 1060 erlitt al-Basasiri eine Niederlage gegen die Seldschuken und wurde von ihnen hingerichtet. Mani' verheiratete eine seiner Töchter mit Al-Muqtadi, um Verbindungen zur Familie des Kalifen herzustellen. Al-Muqtadi wurde dann mit vielen Geschenken nach Bagdad zurückgebracht und trat 1075 die Nachfolge seines Großvaters al-Qa'im an. Laut dem Historiker D.S. Rice profitierten die Numairiden stark von dem Basasiri-Vorfall, nachdem sie ar-Raqqa von den Mirdasiden erhalten und von den Fatimiden große Summen erhalten hatten, ohne sich dem gefährlichen Unternehmen der Teilnahme an al-Basasiris Putschversuch zu verpflichten. Der Zeitraum zwischen 1058 und 1060 war der Höhepunkt der Numairidenmacht.
Ebenfalls 1033/34 wurde die Stadt Harran nach einer schweren Hungersnot, Pest und einem lokalen Aufstand in Schabib wiederhergestellt.

### Niedergang und Fall

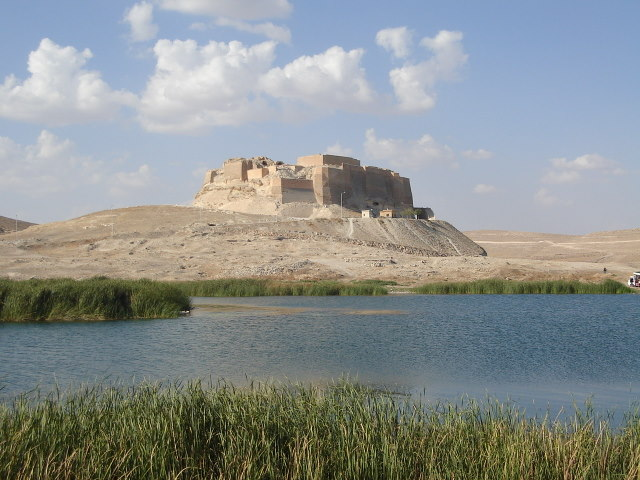
Das Qalʿat Nadschm war der letzte nachgewiesene Besitz der Numairiden.

1060 unterstützte Mani' seinen Neffen und Mirdasiden-Herrscher Mahmud ibn Nasr (Sohn von Nasr ibn Salih und al-Sayyida Alawiyya) gegen Thimals Versuch, Aleppo zurückzuerobern. Mahmud wurde letztendlich besiegt und suchte Zuflucht bei Mani'. Seine Mutter al-Sayyida Alawiyya intervenierte daraufhin und vermittelte einen Waffenstillstand zwischen Thimal und Mani'. Letztere erlebten jedoch einen weiteren schweren Rückschlag durch die Mirdasiden, als Thimals Bruder Atiyya ibn Salih 1062 ar-Raqqa übernahm. Nicht lange danach, entweder im Juli 1062 oder im April 1063, starb Mani' nach einem Schlaganfall und ließ keine fähigen Nachfolger zurück. Heidemann behauptet, dass mit Mani's Tod die Banu Numair viel von ihrer Bedeutung verloren hatten und bald in Vergessenheit gerieten.
Die Ausweitung der seldschukischen Macht auf Syrien und Obermesopotamien nach ihrem Sieg über die Byzantiner in der Schlacht bei Manzikert 1071 bedrohte das Reich der Numairiden. Die byzantinische Niederlage beraubte sowohl die Numairiden als auch die Mirdasiden eines mächtigen Beschützers. Des Weiteren setzte die türkische Einwanderung durch die Seldschuken zu dieser Zeit der Herrschaft der lokalen arabischen Mächte, einschließlich der Banu Numair, in Nordsyrien und Obermesopotamien effektiv ein Ende.
1081 eroberte der von den Seldschuken unterstützte Uqailiden-Emir Muslim ibn Quraysh Harran von Mani's Nachfolgern, deren Namen nicht in den Quellen verzeichnet waren. Muslim ibn Quraysh ernannten dem ihm loyal ergebenen Ghulam namens Ibn ash-Schatir zum neuen Gouverneur von Harran. Im selben Jahr verlor Hasan Suruç an die Uqailiden. Hasan verwaltete Suruç seit 1039. Hasan erhielt im Gegenzug Nisibin und regierte diese Stadt als Uqailiden-Vasall.
1083 führten Abu Dschalaba, ein hanbalitischer Qādī und ein nobler Numairide, einen Aufstand gegen die Uqailiden an; Die Rebellen kämpften im Namen des Numairiden-Kinderprinzen, Ali ibn Waṯṯāb, möglicherweise ein jüngerer Sohn Mani's, und übernahmen für kurze Zeit die Stadt. Ende des Jahres wurde der Aufstand von Ibn Quraysh unterdrückt, der Abu Dschalaba, dessen Söhne und etwa hundert weitere Rebellen hinrichtete. Ibn ash-Schatir verwaltete Harran nach Ibn Qurayshs Tod im Jahr 1085 weiterhin und wurde in seinem Amt vom seldschukischen Sultan Malik Schah I. im Jahr 1086 erneut bestätigt.
Trotz des Verlusts ihrer Hauptstadt und eines Großteils ihrer Macht waren die Numairiden bis ins 12. Jahrhundert in der Region präsent und hielten sich an einigen voneinander isolierten Festungen, darunter Qalʿat Nadschm am nördlichen Euphrat und Sinn Ibn Utayr bei Samosata. 1101 töteten sie den Uqailiden-Emir, Ibn Qurayshs Sohn Muhammad ibn Muslim, bei Hīt tief im heutigen Irak und führten vier Jahre später einen fehlgeschlagenen Überfall gegen den seldschukischen General Afschin Bey. 1110 eroberten die Numairiden, angeführt von einem gewissen Dschawschan an-Numairi, ar-Raqqa und töteten den turkmenischen Gouverneur Ali ibn Salim, wurden aber kurze Zeit später wieder vertrieben. 1118 verloren die Numairiden Sinn Ibn Utayr an die Kreuzfahrer, die zu Beginn des Jahrhunderts in die Region eingedrungen waren. Der mittelalterliche Chronist al-Azimi berichtete, dass die Numairiden noch die Festung Qalʿat Nadschm im Jahr 1120 hielten, doch tauchten sie seitdem nicht mehr in den Quellen auf. Basierend auf seinen Forschungen fand Rice heraus, dass die Nachkommen der Banu Numair 1952 weiterhin in und um Harran lebten und als Nmēr, eine umgangssprachliche Form des Wortes Numair, bekannt waren und zur Stammeskonföderation der Jēs/Qays gehörten. Er bemerkte auch, dass sie nicht bewusst waren, dass ihre Vorfahren einst fast ein Jahrhundert lang die Herren von ar-Raqqa, Suruç und Harran waren.

## Kultur

### Regierung

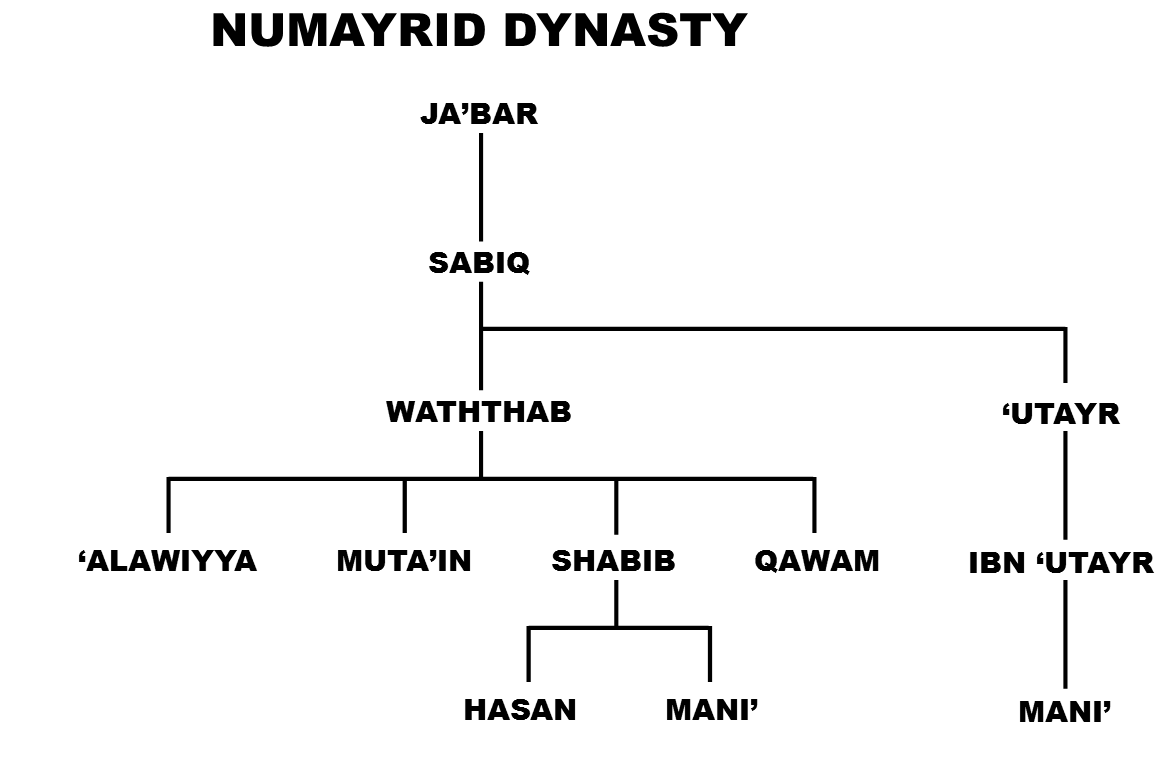
Stammbaum der Numairidenfürsten

Nach ihrer Machtübernahme beschlossen die Numairiden, die Gemeinden in den von ihnen kontrollierten Gebieten eher zu schützen, zu regieren und zu besteuern, anstatt sie zu berauben, so wie sie es in ihrer Vergangenheit gemacht hatten. Darin ähnelten sie den Beduinenstämmen der Banu Kilab in Nordsyrien und den Uqailiden in Diyar Rabi'a. Im Gegensatz dazu lebten andere zeitgenössische Beduinen, insbesondere die Dscharrahiden in Transjordanien und Palästina von Raub und Überfällen. Nichtsdestotrotz behielten die Numairiden Aspekte ihres nomadischen Lebensstils bei, einschließlich der Abneigung in städtischen Umgebungen zu leben. Als solche hielten sich Numairiden-Emire und -Häuptlinge nicht in den von ihnen kontrollierten Städten auf; stattdessen lebten sie auf dem Land um ihre jeweiligen Hochburgen herum. Die Verwaltung der Städte einschließlich der Besteuerung wurde einem Vertreter übertragen, der im Namen des Emir regierte. Der Stellvertreter war normalerweise ein Ghulām. Eine Ausnahme von diesem System war Mani', der in Harran selbst residierte.
Die Numairiden benutzten wie ihre marwanidischen Nachbarn den Titel des Emir (Prinz). Die spätere Numairiden-Emire Schabib und Mani' verwendeten auch die von den Fatimiden beeinflussten Titel Ṣanīʿat ad-daula (Schützling der Dynastie) bzw. Naǧīb ad-daula (Vornehmer der Dynastie). Sie haben diese Titel wahrscheinlich in Zeiten formeller Loyalität gegenüber den Fatimiden übernommen. Die Numairiden hatten Münzprägestätten in Harran und unter Mani' in ar-Raqqa. Die Namen der regierenden Numairiden-Emire wurden auf den Münzen genannt, was im mittelalterlichen Islam ein Symbol der souveränen Herrschaft war.

### Architektonisches Erbe
Als Nomaden mit einer eher negativen Einstellung gegenüber Städten, waren die Numairiden keine großen Bauherren. Heidemann ist der Ansicht, dass es während Mani's Regierungszeit in ar-Raqqa und der angrenzenden Stadt al-Rafiqah wahrscheinlich Bautätigkeiten gab, einschließlich der möglichen Restaurierung einer Gemeindemoschee in al-Rafiqah. Es gibt jedoch keine sicher identifizierbaren Überreste der Numairiden in diesen Städten. Darüber hinaus ist das beste Beispiel die Festung des Mani' in Harran. Ausgrabungen in Harrans moderner Zitadelle zeigten, dass Mani's Bau teilweise aus zwei kleinen quadratischen Basalttürmen bestand, die durch einen verzierten Bogen miteinander verbunden waren. Fragmente einer kufischen Inschrift, die in einem Basaltblock der Zitadelle gefunden wurden, weisen auf den Bau des Palastes im Jahr 1059 hin. Gemäß Rice ist die Inschrift der älteste islamische Text, der bisher in Harran gefunden wurde und das einzige erhaltene epigraphische Dokument der Numairidendynastie.

### Religion
Wie die Hamdaniden, Fatimiden und Mirdasiden folgte ein Großteil der Banu Numair dem schiitischen Islam. Die Numairiden wechselten aus politischem Kalkül öfters die Seiten zwischen dem sunnitischen Kalifat in Bagdad und dem schiitischen Kalifat in Ägypten.

## Bibliographie
- Ali ibn al-Athir: The Chronicle of Ibn Al-Athir for the Crusading Period from Al-Kamil Fi'l-Ta'rikh.: The Years 491-541/1097-1146: The Coming of the Franks and the Muslim Response. Hrsg.: D. S. Richards. Ashgate Publishing, 2010, ISBN 978-0-7546-6950-0 (google.com).
- Clifford Edmund Bosworth: The New Islamic Dynasties: A Chronological and Genealogical Manual. Columbia University Press, New York 1996, ISBN 978-0-231-10714-3, S. 93 (google.com).
- David Storm Rice: Medieval Ḥarrān: Studies on Its Topography and Monuments, I. In: Anatolian Studies. Band 2, 1952, S. 36–84, doi:10.2307/3642366, JSTOR:3642366.
- Giorgio Levi Della Vida: Art. Numayr in: The Encyclopaedia of Islam. New Edition Bd. VIII
- Stefan Heidemann: Egypt and Syria in the Fatimid, Ayyubid and Mamluk Eras, Volume 4. Hrsg.: U. Vermeulen und J. Van Steenbergen. Peeters Publishers, Leuven, Dudley 2005, Numayrid Raqqa: Archaeological and Historical Evidence of a 'Dimorphic State' in the Bedouin Fringes of the Fatimid Empire (academia.edu).
- Stefan Heidemann: Muslim Military Architecture in Greater Syria: From the Coming of Islam to the Ottoman Period. Hrsg.: Hugh N. Kennedy. Brill, Leiden 2006, ISBN 978-90-04-14713-3, The Citadel of Raqqa and Fortifications in the Middle Euphrates Area (google.com).
- Seton Lloyd und William Brice: Harran. In: Anatolian Studies. Band 1, 1951, S. 77–111, doi:10.2307/3642359, JSTOR:3642359.
- Suhayl Zakkar: The Emirate of Aleppo: 1004–1094. Dar al-Amanah, Aleppo 1971 (google.com).
- Tamara M. Green: The City of the Moon God: Religious Traditions of Harran. Brill, Leiden 1992, ISBN 978-90-04-09513-7 (google.com).
- Thierry Bianquis: Art. Waththab b. Sabik al-Numayri in: The Encyclopaedia of Islam. New Edition Bd. XI
- Thomas A. Sinclair: Eastern Turkey: An Architectural & Archaeological Survey, Volume IV. The Pindar Press, London 1990, ISBN 978-0-907132-52-3 (google.com).